# Francesc Dalmau i Norat
Francesc Dalmau i Norat (Gerona, 24 de julio de 1915 - Palamós, 31 de diciembre de 2003) fue un médico y político español, de orientación catalanista republicana.
Hijo del diputado republicano Laureà Dalmau i Pla. Empezó a estudiar la carrera de medicina en la Universidad Autónoma de Barcelona. En su época estudiantil fundó la Federación Nacional de Estudiantes de Cataluña y participó en la proclamación de independencia de Cataluña del 6 de octubre de 1934, a causa de lo cual fue condenado a prisión. Al estallar la guerra civil española, participó en varios frentes como médico de guerra. Con la llegada del ejército de Franco a Cataluña se exilió junto a su padre en 1939 a Montpellier (Francia), donde prosiguió sus estudios de medicina. Temeroso por la integridad de su madre y hermana, volvió a Gerona a principios de la década de los 40. Fue encarcelado por las autoridades franquistas en el castillo San Fernando de Figueras, siendo después trasladado a las prisiones de Reus, Madrid y, finalmente Algeciras, en el Batallón de Castigo de Soldados Prisioneros n.º 1 de Punta Carnero. Escapó de la prisión a nado hasta el territorio británico de Gibraltar. Se enroló en el ejército británico y participó en el desembarco de Normandía y otras batallas de la Segunda Guerra Mundial en Francia y Bélgica, obteniendo cuatro medallas de guerra. Acabada la guerra vivió en Montpellier donde acabó su doctorado y mantuvo contactos políticos con el gobierno de Cataluña en el exilio. En esta época fue el médico del expresidente del Parlamento de Cataluña, Antoni Rovira i Virgili.
Años después volvió a su patria, a Breda, Palafrugell y finalmente Palamós, donde ejerció de médico manteniendo contacto con el gobierno de la Generalidad de Cataluña en el exilio. Fue el médico personal de, entre otros, el escritor Josep Pla.
Con la llegada de la democracia, fue elegido alcalde de este pueblo por el partido Izquierda Republicana de Cataluña, así como diputado al Parlamento de Cataluña por el mismo partido.